# Wolgwachae
El wolgwachae es un tipo de japchae, o plato de verdura variada, que fue parte de la cocina de la corte real coreana. Se hace con calabacín, ternera, pyogo (shiitake), chapssal bukkumi (찹쌀부꾸미, una variedad frita en sartén de tteok hecha con harina de arroz glutinoso) y otras verduras. El bukkumi puede ser rallado o con forma de bola.
Wolgwa (월과) alude al melón (Cucumis melo var. conomon) en coreano. Actualmente el calabacín ha reemplazado la mayoría de las veces al wolgwa para poder seguir elaborando el plato a pesar de la escasez de éste.
El wolgwachae se condimenta con salsa de soja, vinagre y aceite de sésamo.